# Alcides de Oliveira
Alcides de Oliveira Silva Neto (Río de Janeiro, Brasil, 17 de enero de 1957) es un exfutbolista y entrenador brasileño de fútbol.
En su etapa de futbolista se desempeñaba como delantero.

## Trayectoria

### Como futbolista
Se formó en las divisiones juveniles del Vasco da Gama, donde debutó como profesional el 10 de julio de 1976. En ese equipo compartió vestuario con Roberto Dinamite.
Jugó también en los clubes brasileños XV de Piracicaba, Americano y America-RJ.
En 1981 fue contratado por el Barcelona Sporting Club de Ecuador, donde se convirtió rápidamente en una figura clave del equipo. Ese mismo año logró su primer título nacional con el club, coronándose campeón de la Serie A y anotando 21 goles, lo que lo posicionó como uno de los máximos goleadores del torneo. También marcó cuatro goles en la Copa Libertadores de ese año.
Durante su estadía en el club entre 1981 y 1982, destacó por su capacidad goleadora y por una celebración que lo hizo muy popular entre los hinchas: tras marcar un gol, corría hacia el banderín del córner y bailaba alrededor de él, lo que le valió el apodo de "El Apache".
En 1982 repitió su cuota goleadora al anotar nuevamente 21 goles, finalizando como tercer goleador del campeonato.
Su salida del club en 1983 estuvo marcada por un incidente de salud: sufrió una reacción alérgica a un medicamento, lo que lo llevó a entrar en coma durante varias horas. Aunque se recuperó completamente y no presentaba afecciones cardíacas, el entonces presidente del club, Isidro Romero, decidió separarlo del plantel por precaución médica, lo que marcó su desvinculación del equipo.
Posteriormente fichó por LDU Quito, donde anotó 23 goles. También jugó en 9 de Octubre, Emelec, Botafogo, Delfín, Técnico Universitario, Macará y Panamá SC, donde se retiró.

### Como entrenador
De Oliveira inició su carrera como entrenador en el club Universidad Técnica de Cotopaxi en la Serie B ecuatoriana.
En 2015 fue nombrado entrenador de Fuerza Amarilla, logrando el ascenso a la Serie A de Ecuador. Luego dirigió las divisiones juveniles y el equipo de reserva.En 2017 asumió interinamente la dirección técnica del primer equipo y finalizó la temporada como entrenador principal. Sin embargo, el equipo descendió y dejó el cargo.
En 2018 dirigió al club Baldor Bermeo. En 2019 fue entrenador de La Unión.

## Clubes

### Como futbolista
| Club                  | País        | Año         |
| --------------------- | ----------- | ----------- |
| Vasco da Gama         | Brasil      | 1976        |
| XV de Piracicaba      | 1977        |             |
| Vasco da Gama         | 1978        |             |
| Americano             | 1979        |             |
| America-RJ            | 1980        |             |
| Vasco da Gama         | 1981        |             |
| Barcelona             | Ecuador     | 1981 - 1982 |
| Liga de Quito         | 1983        |             |
| 9 de Octubre          | 1984 - 1985 |             |
| Técnico Universitario | 1986        |             |
| Botafogo              | Brasil      | 1986        |
| Emelec                | Ecuador     | 1987        |
| Delfín                | ¿?          |             |
| Macará                |             |             |
| Calvi FC              |             |             |
| Panamá                |             |             |

### Como entrenador
| Club                    | País    | Año         |
| ----------------------- | ------- | ----------- |
| UTC                     | Ecuador | 2012 - 2014 |
| Fuerza Amarilla         | 2015    |             |
| Fuerza Amarilla Juvenil | 2016    |             |
| Fuerza Amarilla         | 2017    |             |
| Baldor Bermeo           | 2018    |             |
| La Unión                | 2019    |             |

### Como segundo entrenador
| Club            | País    | Año            | Segundo entrenador de |
| --------------- | ------- | -------------- | --------------------- |
| Fuerza Amarilla | Ecuador | 2017           | Marcelo Fleitas       |
| 2017            | Ecuador | Reinaldo Merlo |                       |

## Palmarés

### Como futbolista

#### Campeonatos nacionales
| Título             | Club      | País    | Año  |
| ------------------ | --------- | ------- | ---- |
| Serie A de Ecuador | Barcelona | Ecuador | 1981 |